# 131e division de fusiliers motorisés
Ne doit pas être confondu avec 131e brigade de fusiliers motorisés.
Pour les articles homonymes, voir 131e division.
« 45e division de fusiliers (2e formation) » redirige ici. Pour les autres significations, voir 45e division.
La 131e division de fusiliers motorisés (russe : 131-я мотострелковая дивизия, numéro d'unité militaire 08275) est une division de l'Armée de terre soviétique. Elle est créée pendant la Seconde Guerre mondiale sous le nom de 45e division de fusiliers (russe : 45-я стрелковая дивизия), deuxième formation. Elle devient en 1997 la 200e brigade de fusiliers motorisés.

## Histoire

### Seconde Guerre mondiale
La division est créée en avril 1943 à partir de la 67e brigade de fusiliers marins (ru) et est affectée à la 26e armée du front de Carélie.
La division reçoit le 31 octobre 1944 le titre honorifique Печенгская (Petchenskaïa, « de Petchenga »), en récompense pour la prise de la ville dans l'offensive Petsamo-Kirkenes. 

### Guerre froide
À l'été 1945, la division, rattachée au 31e corps de fusiliers (ru) s'installe à Petchenga. La division et son corps font partie du district militaire de Belomorsk (en), district militaire qui devient en 1951 le district militaire du Nord (en).  À partir de 1952, la division est rattachée à la 6e armée combinée, créée à partir du 31e corps.
Elle est renommée 131e division de fusiliers motorisés le 4 juin 1957 et reste affectée à la 6e armée combinée. Elle est décorée de l'ordre de Koutouzov, 2e classe, le 22 février 1968.

## Composition
Son ordre de bataille pendant la Seconde Guerre mondiale est le suivant :
- 10e régiment de fusiliers
- 61e régiment de fusiliers
- 253e régiment de fusiliers
- 178e régiment d'artillerie
- 69e groupe (divizion) indépendant antichar
- 52e bataillon de sapeurs
- 893e bataillon indépendant de transmissions (puis 707e compagnie)
- 43e bataillon médical-sanitaire
- 10e compagnie de reconnaissance
- 116e compagnie de lutte contre les gaz (puis 15e)
- 159e compagnie automobile (puis 185e)
- 76e boulangerie de campagne
- 204e infirmerie vétérinaire divisionnaire
- 774e bureau de poste de campagne (en) (puis 222e)
- 1670e bureau de campagne de la Gosbank (puis 335e).

À partir de février 1947, la division est renforcée par le 116e régiment de chars et d'automoteurs lourds de la Garde (numéro d'unité militaire 24269).
En 1957, les régiments de fusiliers gardent leurs numéros mais deviennent des régiments de fusiliers motorisés tandis que le 116e régiment de la Garde prend le nom de 334e régiment de chars de la Garde,. En 1966, la 61e régiment de fusiliers motorisés, détaché à Spoutnik, passe sous le commandement de la flotte du Nord et est transformé en 61e régiment indépendant d'infanterie de marine. Le 19e régiment de fusiliers motorisés est créé pour le remplacer dans l'ordre de bataille de la division.
Dans les années 1980, l'ordre de bataille de la division est le suivant (sauf précision contraire, les unités sont stationnées à Petchenga) :
- 10e régiment de fusiliers motorisés (numéro d'unité militaire 01480)
- 19e régiment de fusiliers motorisés (numéro d'unité militaire 28086)
- 253e régiment de fusiliers motorisés (numéro d'unité militaire 68258), à Mourmansk,
- 856e régiment d'artillerie de la Garde (numéro d'unité militaire 08628, ex 31e régiment d'artillerie de la Garde[13]), à Louostari,
- 696e régiment de missiles antiaériens (numéro d'unité militaire 81471), à Louostari,
- 60e bataillon indépendant de chars (numéro d'unité militaire 24269), à Louostari,
- 871e groupe (divizion) indépendant antichar (numéro d'unité militaire 62289), à Louostari,
- 306e groupe indépendant de lance-roquettes multiples,
- 274e bataillon indépendant du génie (numéro d'unité militaire 28984),
- 162e bataillon indépendant de réparation et de restauration (numéro d'unité militaire 28984),
- 1338e bataillon indépendant de soutien et de matériel (numéro d'unité militaire 01412),
- 43e bataillon indépendant médical,
- 796e bataillon indépendant de renseignement (numéro d'unité militaire 15743), à Louostari,
- 893e bataillon indépendant de transmissions (numéro d'unité militaire 52445), à Mourmansk,
- Compagnie de protection chimique,
- Bureau de contre-espionnage militaire (numéro d'unité militaire 54718).

Au début des années 1990, le 19e régiment de fusiliers motorisés est dissous et remplacé par le 67e régiment de fusiliers motorisés de la Garde de la 20e division de fusiliers motorisés de la Garde, revenue d'Allemagne.